# Córtex piriforme
O córtex piriforme é uma região no cérebro que faz parte do rinencéfalo situado no telencéfalo. A função do córtex piriforme relaciona-se ao sentido do olfato.

## Anatomia e função
O córtex piriforme é parte do rinencéfalo situado no telencéfalo e é considerado a maior e a mais importante área cortical olfatória.
Na anatomia humana, o córtex piriforme foi descrito como consistindo da amígdala cortical, uncus e giro para-hipocampal anterior. Mais especificamente, o córtex piriforme humano está localizado entre o lobo da ínsula e o temporal, anterior e lateralmente da amígdala.
A função do córtex piriforme relaciona-se ao olfato, que é a percepção de odores. Isto foi particularmente demonstrado em seres humanos para o córtex piriforme posterior. No córtex piriforme ocorre a migração dos axônios das células mitrais e tufosas do bulbo olfatório, que deixam o trato olfatório lateral para estabelecer sinapses glutamatérgicas excitatórias juntamente com os neurônios piramidais.
O córtex piriforme em roedores e alguns primatas demonstrou a manutenção de células que expressam marcadores de plasticidade, como doublecortin e PSA-NCAM, que são modulados pelo sistema neurotransmissor noradrenérgico.

## Papel na epilepsia
O córtex piriforme contém uma zona de gatilho epileptogênico crítica, funcionalmente definida, "area tempestas" (AT). A partir deste local do córtex em que as convulsões evocadas quimicamente ou eletricamente podem ser desencadeadas. Em síntese, trata-se do local propensamente ativo para ocorrer a ação pro-convulsiva de quimioconvulsivantes.